# Уолтър Матау
Уолтър Матау (на английски: Walter Matthau) е американски актьор. 

## Биография
Уолтър Матау е роден на 1 октомври 1920 година в Ню Йорк Сити, Ню Йорк, САЩ като Волтър Джон Матушански в семейството на Милтън Матушански, емигрант от Украйна, електроинженер и Роуз Беролски, емигрантка от Литва, работила в магазин за дрехи. Матау има двама братя като той е средният. Бащата изоставя семейството когато Уолтър е на едва 3 години и оставя майката сама да се грижи за синовете си. В последствие Милтън Матушански умира през 1935 година, когато Уолтър е на 14-15 години. Матау и братята му израстват в бедни украински региони на Йист Сайд без достъп дори до топла вода. Междувременно Уолтър посещава училище и лагери за деца с еврейски корени, където играе постановки и развива актьорския си талант. В началото на 40-те години на 20-ти век взима участие на страната на САЩ във Втората световна война. Той става част от Военновъздушните сили на САЩ и стига до позицията Щабен сержант. След края на войната Уолтър записва актьорско майсторство в Драматичния семинар на The New School, след което започва работа в театъра. Кино кариерата си започва през 1950-те години, но по-широко известен става през 1963 година с филма "Шарада". След това за актьорът следват филми, сред които "Fail Safe"(1964),Мираж(1965) и други.
През 1967 година получава Оскар за най-добра поддържаща мъжка роля за „Бисквитка с късмет“ (1966). През 1974 г. е отличен с Награда на БАФТА за най-добър актьор за филмите „Пит и Тили“ (Pete 'n' Tillie, 1972) и „Чарли Варик“ (Charley Varrick, 1973). През 1976г. е награден със Златен глобус за най-добър актьор в мюзикъл или комедия за филма „Слънчевите момчета“ (The Sunshine Boys, 1975). От 9 март 1982 г. има звезда на Холивудската алея на славата.
Уолтър Матау си партнира с Джак Лемън в десет филма, между които „Бисквитка с късмет“, „Стари приятели“ (The Odd Couple, 1968), „Сърдити старчета“ (Grumpy Old Men, 1993), „По-сърдити старчета“ (1995), „В открито море“ (1997) и „Стари приятели 2“ (1998).
На 30 юни 2000 година късно вечерта Матау получава сърдечен удар в дома си след редица здравословни проблеми. Откаран е в здравния център "Сейнт Джоунс" в Санта Моника,където няколко часа по-късно, на 1 юли 2000 година в 1:42 часа Матау умира на 79-годишна възраст след 50-годишна актьорска кариера. 

## Избрана филмография
| Година | Заглавие           | Оригинално заглавие                | Роля                    | Режисьор         |
| ------ | ------------------ | ---------------------------------- | ----------------------- | ---------------- |
| 1955   | Кентъкиецът        | The Kentuckian                     | Стан Бодин              | Бърт Ланкастър   |
| 1955   | Индианският боец   | The Indian Fighter                 | Уес Тод                 | Андре Де Тот     |
| 1958   | Пътят на обира     | Ride a Crooked Trail               | Съдия Кайл              | Джеси Хибс       |
| 1963   | Шарада             | Charade                            | Карсън Дайл             | Стенли Донън     |
| 1965   | Мираж              | Mirage                             | Тед Кейзъл              | Едуард Дмитрик   |
| 1966   | Бисквитка с късмет | The Fortune Cookie                 | Уили Гингрич            | Били Уайлдър     |
| 1968   | Стари приятели     | The Odd Couple                     | Оскар Медисън           | Джийн Сакс       |
|        |                    |                                    |                         |                  |
| 1974   | Първата страница   | The Front Page                     | Уолтър Бърнс            | Били Уайлдър     |
| 1974   | Ударът Пелам 123   | The Taking of Pelham One Two Three | Лейтенант Захари Гарбър | Джоузеф Сарджънт |
| 1993   | Сърдити старчета   | Grumpy Old Men                     | Макс Голдмън            | Доналд Петри     |
| 1993   | Денис Белята       | Dennis the Menace                  | мистър Джордж Уилсън    | Ник Касъл        |